# Бродівське
Бро́дівське — село в Україні, в Рівненському районі Рівненської області. Населення становить 788 осіб.
Засноване в 1988 р.,населення 788. Площа — 1,677 км², густота населення — 469,89 осіб/км², середня висота над рівнем моря — 187 м.

## Географія
Село розташовано на лівому березі річки Горинь.